# أندرو براون (صحفي)
أندرو براون (بالإنجليزية: Andrew Brown)‏ هو صحفي أمريكي، ولد في 1744، وتوفي في 4 فبراير 1797.